# KAS Eupen
Königliche Allgemeine Sportvereinigung Eupen je belgijski nogometni klub iz Eupena. Natječe se u Challenger Pro Leagueu, drugom razredu belgijskog nogometa. Klub je osnovan 1945. godine spajanjem Jugend Eupena i FC Eupena 1920. Domaće utakmice igra na Kehrwegstadion, koji može primiti 8363 gledatelja.

## Vanjske poveznice
- Službene stranice